# استیو آنتروبوس
استیو آنتروبوس (انگلیسی: Steve Anthrobus؛ زادهٔ ۱۰ نوامبر ۱۹۶۸) بازیکن فوتبال اهل بریتانیا است.
از باشگاه‌هایی که در آن بازی کرده‌است می‌توان به باشگاه فوتبال پیتربورو یونایتد، باشگاه فوتبال کرو آلکساندرا، باشگاه فوتبال آکسفورد یونایتد، باشگاه فوتبال میلوال، باشگاه فوتبال نیو سنتس، باشگاه فوتبال ویمبلدون، و باشگاه فوتبال شروزبری تاون اشاره کرد.